# Tórtola de Henares (kommunhuvudort)
Tórtola de Henares är en kommunhuvudort i Spanien.   Den ligger i provinsen Provincia de Guadalajara och regionen Kastilien-La Mancha, i den centrala delen av landet, 60 km nordost om huvudstaden Madrid. Tórtola de Henares ligger 730 meter över havet och antalet invånare är 487.
Terrängen runt Tórtola de Henares är platt åt nordväst, men åt sydost är den kuperad. Runt Tórtola de Henares är det glesbefolkat, med 18 invånare per kvadratkilometer. Närmaste större samhälle är Guadalajara, 9,0 km söder om Tórtola de Henares. Trakten runt Tórtola de Henares består till största delen av jordbruksmark.